# میدان هوایی مزار شریف
میدان هوایی مولانا جلال الدین محمد بلخی چهارمین فرودگاه بزرگ افغانستان بعد از کابل، هرات و قندهار است. این فرودگاه در ۹ کیلومتری شرقی مزار شریف در شمال افغانستان و ۱۵ دقیقه با ماشین از مرکز شهر فاصله دارد. اگرچه در ابتدا با ۲ باند موازی ساخته شد ولی شمالی‌ترین باند تبدیل به خزشراه شده است. باند باقی مانده ۹۸۳۶ فوت (۲۹۹۸ متر) است. این فرودگاه دارای امکاناتی برای حداکثر ۱۰۰۰ مسافر است که آن را به یکی از بزرگترین فرودگاه‌های افغانستان تبدیل می‌کند.
این فرودگاه که در ابتدا در دهه ۱۹۶۰ توسط ایالات متحده ساخته شد، به مردم شمال افغانستان خدمات رسانی می‌کند. در سال ۲۰۱۳، یک ترمینال ۶۰ میلیون یورویی به فرودگاه اضافه شد و ترمینال قدیمی اکنون برای پروازهای داخلی استفاده شد.
این فرودگاه همچنین محل استقرار گروه هوایی چهارم (۳۰۴) نیروی هوایی افغانستان بود. در اوت ۲۰۲۱، این پایگاه هوایی پس از تسلیم شدن توسط نیروهای دولتی به دست طالبان افتاد. طالبان هنوز نیروی هوایی ندارد که بتواند از میدان هوایی مستقر شود، هرچند که سلاح و خودروهای ارتش ملی افغانستان و نیروی هوایی افغانستان را به تصرف خود درآورده است.

## تاریخچه
فرودگاه مزارشریف در دهه ۱۹۶۰ توسط ایالات متحده در طول جنگ سرد، زمانی که شوروی و آمریکا درگیر گسترش نفوذ خود در خاورمیانه و جنوب آسیا بودند، ساخته شد. بین دهه ۱۹۶۰ و اواخر دهه ۱۹۷۰، برای اولین بار تعداد زیادی از گردشگران برای دیدن مکان‌های تاریخی وارد شهر مزارشریف شدند.

### قرن بیست و یکم
در سال ۲۰۰۵، کمپ مارمال در کنار فرودگاه ساخته شد که به تدریج به یکی از بزرگترین پایگاه‌های نظامی در افغانستان گسترش یافت. در سال ۲۰۰۶، پس از اینکه آلمان فرماندهی نیروهای بین‌المللی کمک به امنیت (ISAF) را بر عهده گرفت، فرودگاه به عنوان یک مرکز اصلی برای تبادل پرسنل و همچنین محموله‌های هوایی عمل می‌کرد. از سال ۲۰۰۸، سامانه ناوبری هوایی تاکتیکی برای سیستم فرود، ابزاری برای عملیات آب و هوای بد نصب و در دسترس قرار گرفت. این فرودگاه به تمام پرسنل آیساف، از جمله نیروهای مسلح آمریکا و افغانستان خدمت می‌کرد. 
کار بر روی یک ترمینال بین‌المللی جدید در سال ۲۰۱۰ آغاز شد و در سال ۲۰۱۳ تکمیل شد. مراسم افتتاحیه ویژه در ژوئن ۲۰۱۳ با حضور گیدو وستروله وزیر امور خارجه آلمان، داوود علی نجفی وزیر حمل و نقل و هوانوردی افغانستان، عطا محمد نور والی بلخ و تعدادی از نمایندگان پارلمان برگزار شد.

## شرکت‌های هواپیمایی و مقصدهای پروزای
| شرکت‌های هواپیمایی            | مقصدهای پروازی                                                                                       |
| ---------------------------- | --- |
| هواپیمایی بین‌المللی افغان جت | میدان هوایی بین‌المللی حامد کرزی                                                                      |
| هواپیمایی آریانا             | میدان هوایی بین‌المللی حامد کرزی                                                                      |
| هواپیمایی آسمان              | فرودگاه بین‌المللی امام خمینی، فرودگاه بین‌المللی شهید هاشمی‌نژاد مشهد                                  |
| کام ایر                      | میدان هوایی بین‌المللی حامد کرزی، فرودگاه بین‌المللی شهید هاشمی‌نژاد مشهد، فرودگاه بین‌المللی امام خمینی |
| خطوط هوایی صافی              | میدان هوایی بین‌المللی حامد کرزی                                                                      |
| ترکیش ایرلاینز               | فرودگاه بین‌المللی آتاترک                                                                             |

## شرکت‌های هواپیمایی و مقصدهای پروازی
| شرکت‌های هواپیمایی            | مقصدهای پروازی                                                            |
| ---------------------------- | ------------------------------------------------------------------------- |
| هواپیمایی بین‌المللی افغان جت | میدان هوایی بین‌المللی حامد کرزی                                           |
| هواپیمایی آریانا             | میدان هوایی بین‌المللی حامد کرزی                                           |
| هواپیمایی آسمان              | امام خمینی، شهید هاشمی‌نژاد مشهد                                           |
| کام ایر                      | اسن‌بوغا، میدان هوایی بین‌المللی حامد کرزی، شهید هاشمی‌نژاد مشهد، امام خمینی |
| خطوط هوایی صافی              | میدان هوایی بین‌المللی حامد کرزی                                           |
| ترکیش ایرلاینز               | آتاترک                                                                    |